# Frontera entre Italia y la Ciudad del Vaticano
La frontera entre Italia y la Ciudad del Vaticano es la línea que limita los territorios de Italia y de la Ciudad del Vaticano, en Roma. Es la segunda frontera internacional terrestre más corta del mundo en el total entre dos Estados, solo superada por la verja de Gibraltar.
El territorio de la Ciudad del Vaticano es definido en el anexo I de los Pactos de Letrán de 1929. Está en la colina Vaticana, en el noroeste de Roma, enclave en el rione (barrio) del Borgo (burgo medieval), del cual era parte hasta 1929. El trazado es el de los muros primitivos que bordean la Ciudad del Vaticano y que datan parcialmente del pontificado del papa León IV (847-855). Al este, la frontera pasa en la fachada exterior de las columnatas de Bernini englobando la plaza de San Pedro, donde la seguridad en caso de incidente es responsabilidad de la policía italiana.

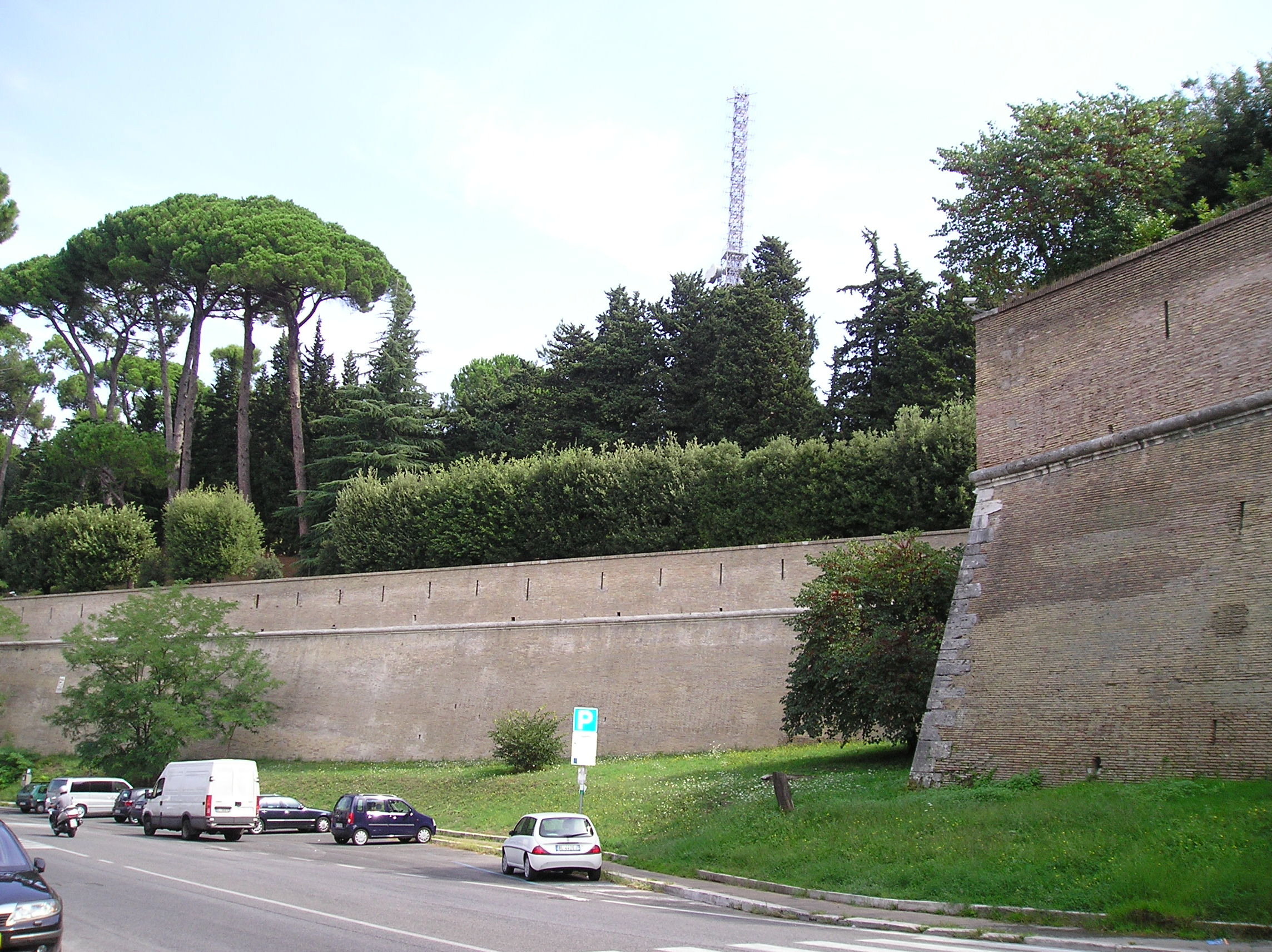
Muro de la frontera Italia-Vaticano, visto del lado italiano. Atrás los Jardines Vaticanos.

La Basílica de San Pedro es libremente accesible por la plaza. La frontera tiene cinco puntos de acceso:
- La puerta de bronce, en la entrada del Palacio Apostólico.
- El arco de las campanas, frente a la basílica.
- La entrada de la sala de audiencias, cerca del palacio del Santo Oficio.
- La puerta de Santa Ana, vía de Puerta Angélica.
- La entrada de los Museos Vaticanos, en la viale Vaticano, más al norte.

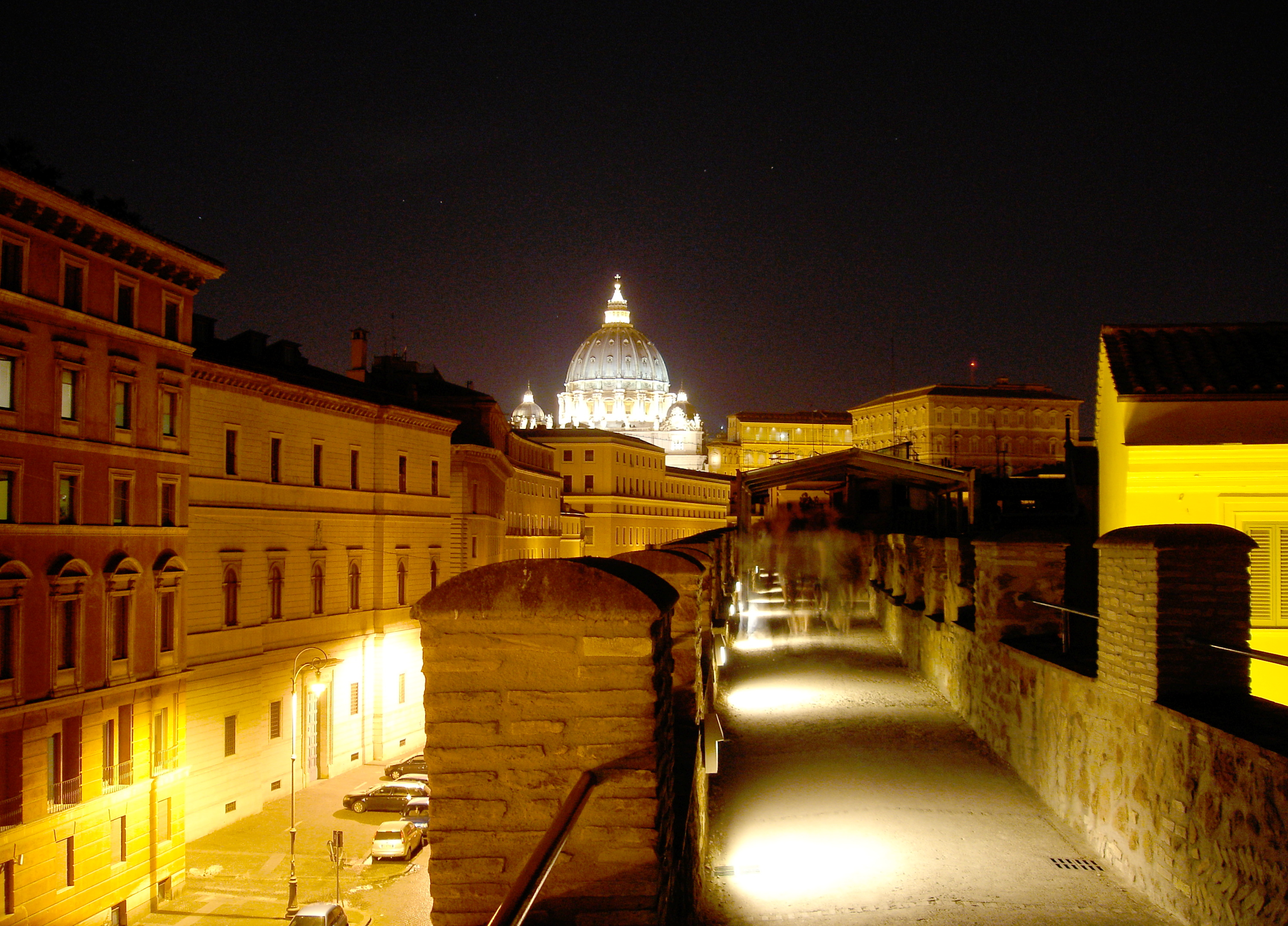
foto tomada sobre el "Passetto", en dirección hacia el Vaticano.

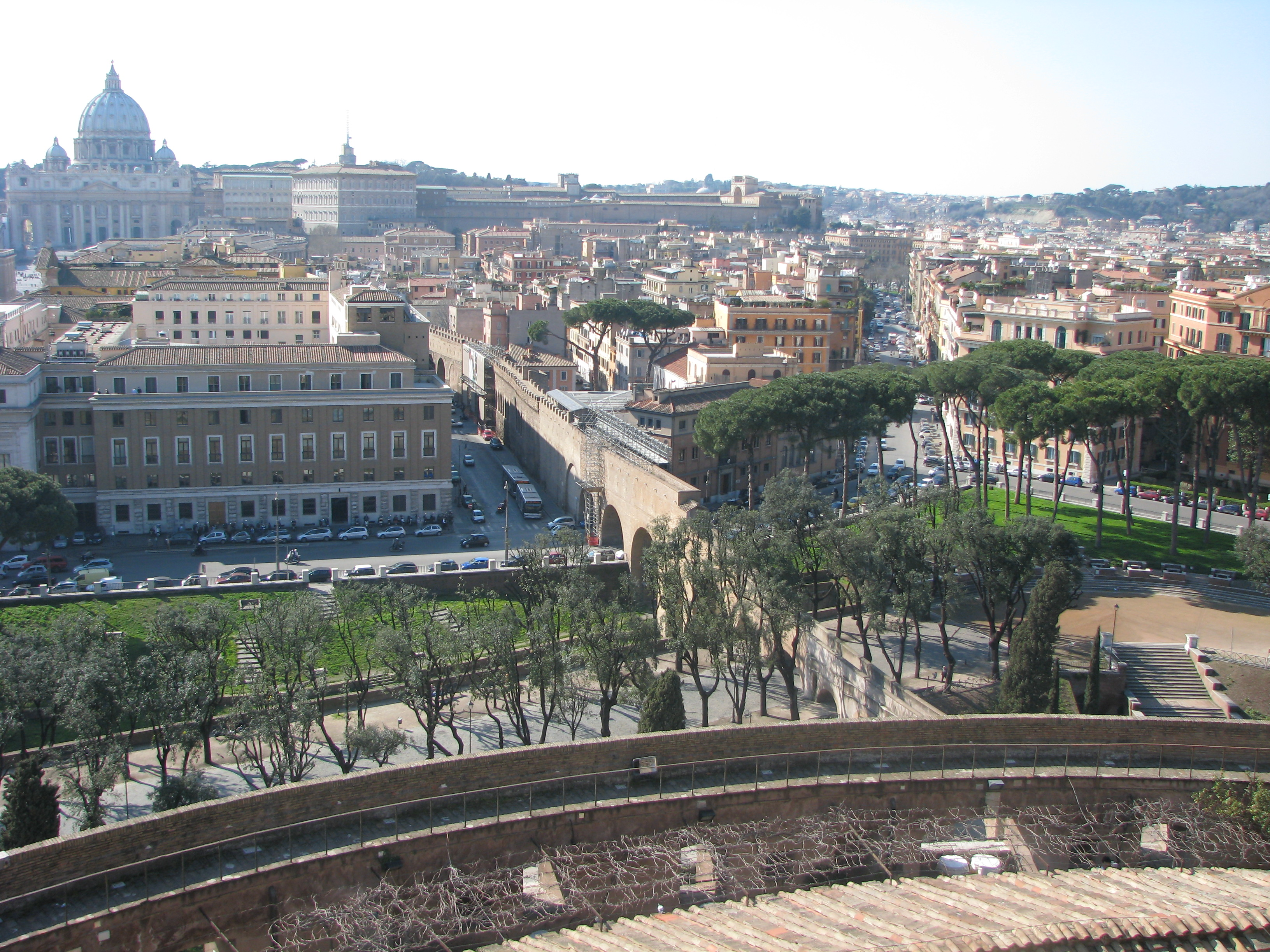
Trazado del Passetto"m desde el Vaticano (en el fondo) al Castillo Sant'Angelo.